# Laboratorio Curatorial Feminista
El laboratorio curatorial feminista (2017) es una iniciativa del Centro Cultural Border con el apoyo del Patronato de Arte Contemporáneo. El objetivo de este laboratorio fue conformar un equipo de trabajo alrededor de los archivos de arte feminista en México. En este espacio se recorrieron los acervos de distintas artistas feministas pioneras del artivismo como, Ana Victoria Jiménez, Mónica Mayer, Yan María Yaoyólotl Castro, Lorena Wolffer (1990-2000) y Producciones y Milagros Agrupación Feminista.

## Proyectos del LCF

### Archivo de arte feminista
Este proyecto se enfoca en activar un archivo de arte feminista con el objetivo de recuperar la memoria sobre prácticas artista. El archivo es un recurso seleccionado por ser una práctica social compleja. El recorrido de este conjunto de creaciones tuvo como resultado diseñar, producir y montar la exposición Re+acciones. Réplicas y fracturas en los archivos feministas mexicanos en esta exposición se buscaba propiciar un diálogo entre artistas y el espectador mediante las experiencias con las que se pudiera identificar.
Julia Antivilo, realizó la curaduría de esta exposición con la certeza de que "los archivos no son una especie de cementerio o depósito, sino un resguardo de las historias de la vida, una custodia de experiencias que conversan constantemente con el presente." Esta muestra se realizó con la intención de observar el circuito que se activó a partir del diálogo en el laboratorio del pasado con el presente y en la búsqueda de la recuperación de la memoria.

### Cartas a las madres
En mayo de 2020, en Laboratorio Curatorial Feminista, junto con la Dirección General de Publicaciones y Fomento Editorial de la UNAM, la Cátedra Nelson Mandela de Derechos Humanos en las Artes y la Cátedra Rosario Castellanos de Arte y Género, lanzaron una convocatoria para reunir textos y cartas de madres de hijas desaparecidas y víctimas de feminicidio. El resultado fue el libro Cartas a las madres.